# Heilige Drievuldigheidskerk (Uppsala)
De Heilige Drievuldigheidskerk (Zweeds: Helga Trefaldighets kyrka) is een middeleeuws kerkgebouw in de Zweedse stad Uppsala. Het is de hoofdkerk van de gelijknamige parochie in het Bisdom Uppsala van de Zweedse Kerk, de lutherse staatskerk. De kerk staat op amper 120 meter van de Kathedraal van Uppsala.

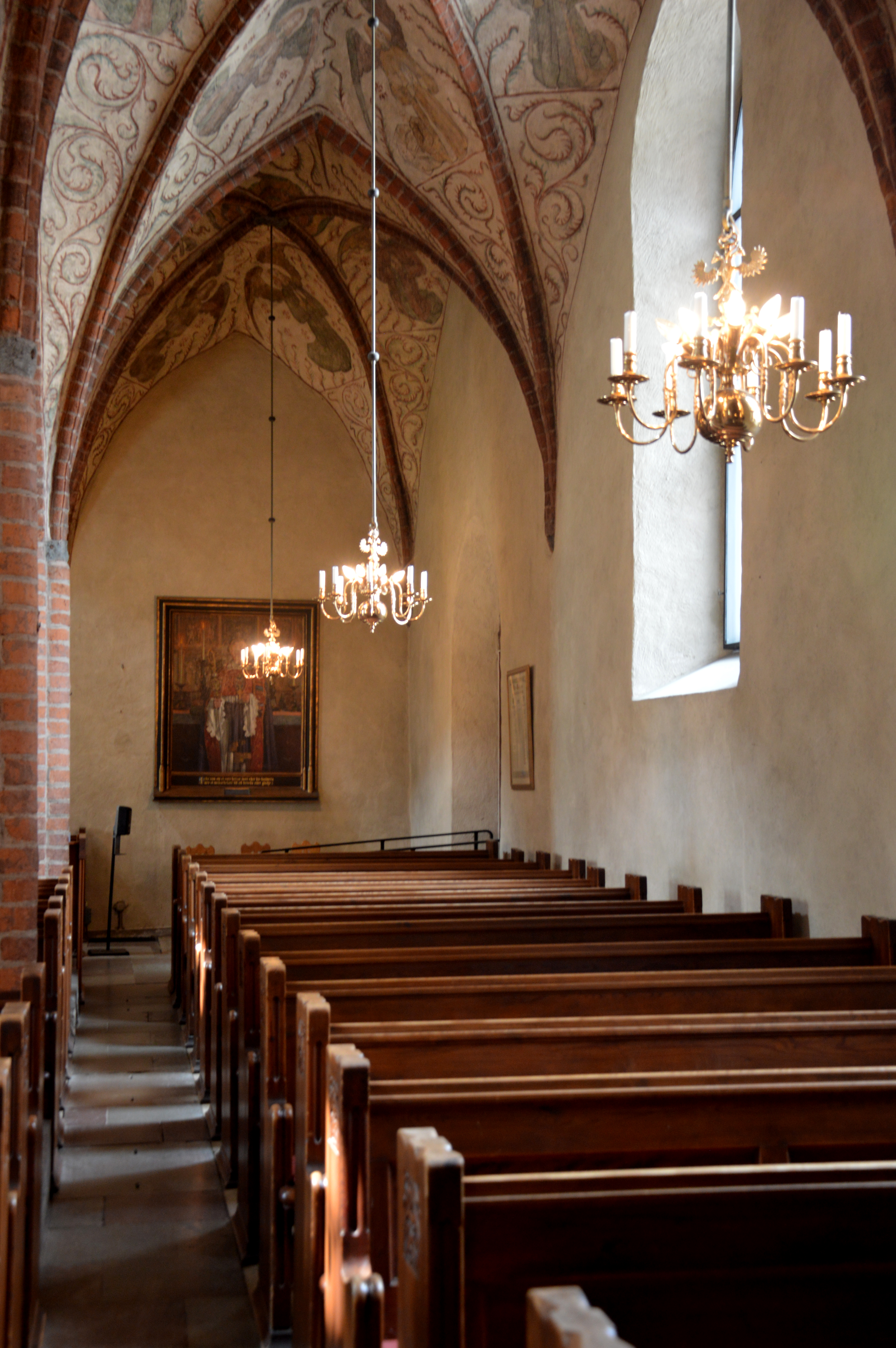
Interieur

In de 13e eeuw werd het oudste bewaarde deel, de sacristie, tegen een oudere houten kerk aangebouwd. De drieschepige basiliek dateert uit de 14e eeuw. Later, mogelijk in de 15e eeuw, werd de gedrongen vierkante kerktoren aangebouwd. De hoge torenspits brandde in 1702 af en werd vervangen door een puntdak.
Binnenin werden de 15e-eeuwse muurschilderingen van Albertus Pictor in de 18e eeuw witgekalkt, maar in de 20e eeuw opnieuw blootgelegd en gerestaureerd. Aan de zuidgevel van de kerktoren hangt een middeleeuwse zonnewijzer. Al het middeleeuwse meubilair werd bij de restauratie in 1802 verkocht.